# Moravská platidla

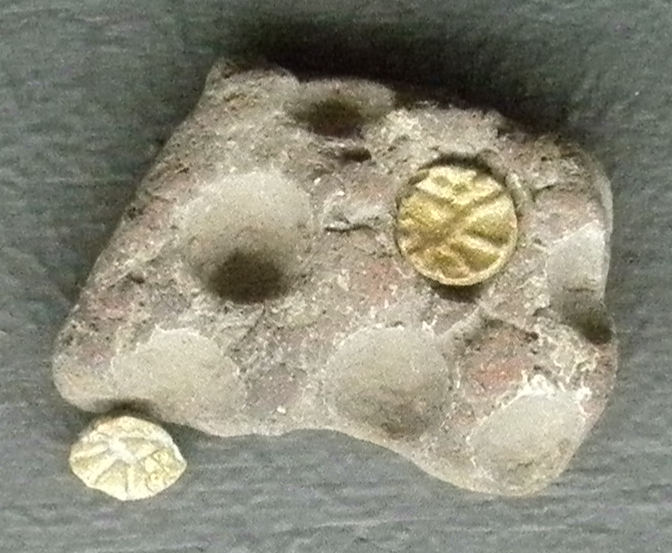
Dvě zlaté mince a mincovní destička z pálené hlíny z lokality Staré Hradisko

Moravská platidla – platidla různého druhu vzniklá (vydaná, emitovaná) a užívaná na Moravě ke směně a obchodu v posledních 2500 letech. Jsou to mince, hřivny, kiráty (plátěné šátečky), bankcetle, případně jiné standardizované předměty platby.
Nejstarší známé a dobře doložené jsou zlaté keltské mince statéry , nalezené na keltské opidu Starém hradisku na Drahanské vrchovině a to včetně jejich výrobních nástrojů. Období jejich vzniku spadá do posledních století před Kristem. Z období Velké  Moravy žádné (zde ražené) mince nebyly nalezeny nebo doloženy. Zatím se tedy předpokládá, že Velkomoravská říše jako stát mince neemitovala a jako platidla používala jemné plátěné šátečky (kiráty ?) a eventuálně hřivny – železné a možná i stříbrné a zlaté plíšky. Mimo to ale byla v oběhu cizí měna.
První s Moravou ztotožnitelné mince jako státní akt jsou denáry ražené již před polovinou 11. století snad v olomoucké mincovně. Jen nepatrně později vznikla celá řada emisí i v dalších knížecích sídlech v Brně (denáry Konráda I a Oldřicha I.) a Znojmě (Litoldův denár). Emise platidel pokračovala až do 18. století.